# Соукка (станція метро)
60°08′32″ пн. ш. 24°40′10″ сх. д. / 60.142173° пн. ш. 24.669361° сх. д.
Соукка (фін. Soukka) або Секе (швед. Sökö) — проміжна станція Гельсінського метрополітену, що була відкрита 3 грудня 2022 року. 

Станція знаходиться в Соукка, Еспоо, під Соукканторі 
, 
у безпосередній близькості від торгового центру Соукка

Конструкція: односклепінна станція глибокого закладення з однією острівною платформою. Глибина закладення — 13.7  м

Пересадка на автобуси маршрутів:143, 143A, 145, 147, 147A, 147N, 148, 542, 543, 544